# 病み上がり

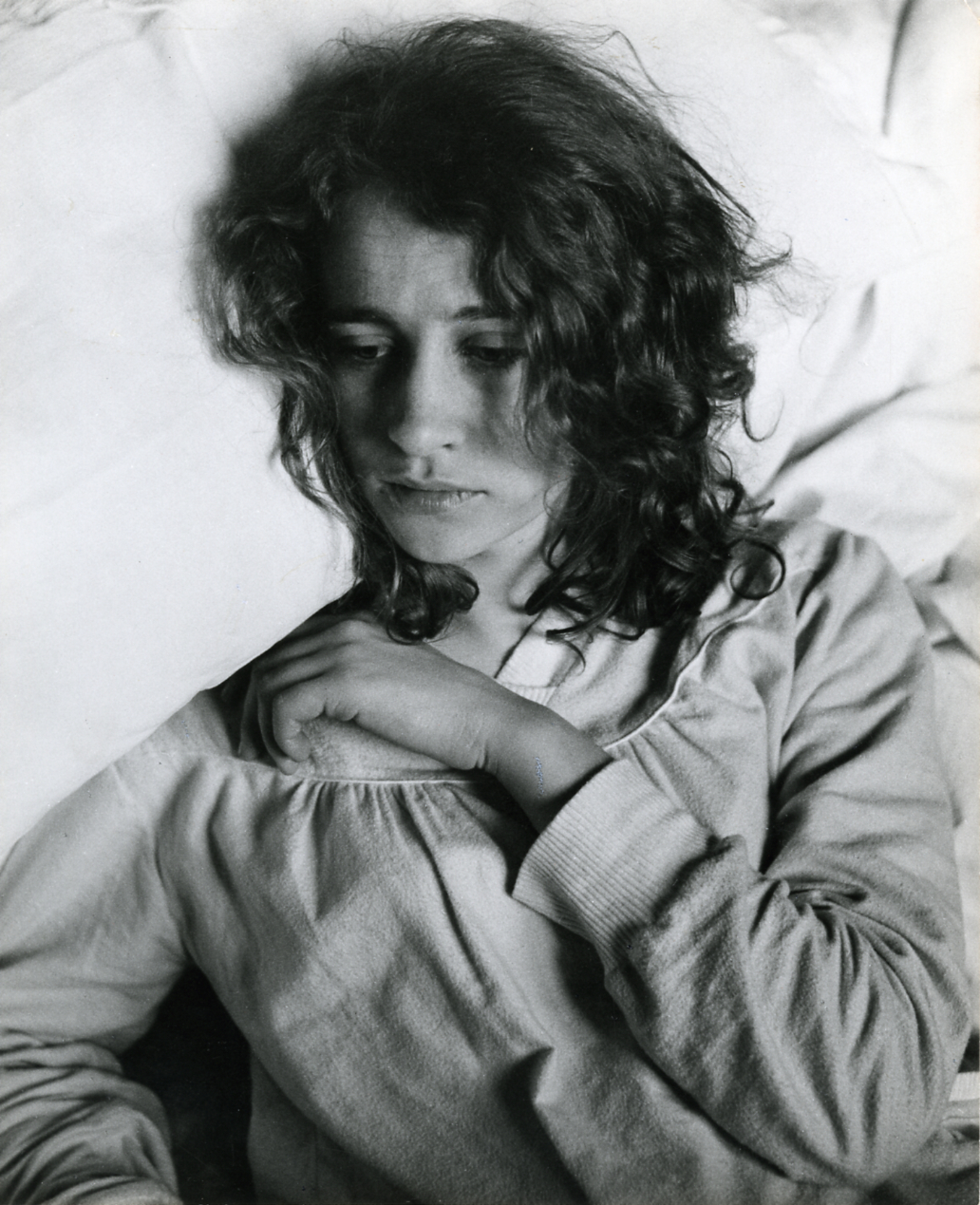
A convalescent woman. Photo by Paolo Monti.

病み上がり（やみあがり）とは病気（風邪など）が治ったばかりの状態で、精神的には回復しているが、身体が疲れている時に使われる。頭痛や吐き気などの症状にも陥りやすい。